# 詹姆斯·米尔纳
占士·菲臘·米拿，MBE（英語：James Philip Milner，1986年1月4日—），簡稱占士·米拿（英語：James Milner），是一名英格蘭足球運動員，場上可司職多個位置，包括翼鋒、中場及邊後衛。現效力英超球會白禮頓，曾代表英格蘭足球代表隊出賽。他亦是利物浦著名的球員。
1996年米拿加入列斯聯的足球學院，開始足球事業，其後成為學徒球員。2002年，年僅16歲的他已經代表一隊在英超上陣，並且成為英超最年輕的入球球員，這一紀錄直至2005年才被打破。
米拿效力列斯聯期間，曾經被外借到史雲頓以獲得正選上場的經驗。轉投紐卡素後，他亦被外借到阿士東維拉長達一季。返回紐卡素以來，他逐漸確立正選席位，其主要任務是在兩翼傳中以替隊友製造入球機會，他總共代表紐卡素出戰超過100場賽事。此外，他還是英格蘭U21上陣次數最多紀錄的保持者。2009年8月，他首次代表英格蘭在對荷蘭一戰中上陣。

## 早年生活
米拿出生於維特雷，但在霍斯福斯長大，他童年大部分時間都是代表位於霍斯福斯的韋斯特布魯克巷小學踢球。其後，他前往霍斯基斯學校就讀。羅頓教练格雷姆·庫爾森（Graeme Coulson）看好他的足球天份並說服他代表羅頓出戰數場賽事，其中包括在羅頓牧場舉行的球賽，他在這場攻入了四球，使球隊獲得最終勝利。
米拿對足球有很大的興趣，他觀看足球賽事時，已經希望自己可以像足球員一樣在球場上踢球。
在米拿10歲時，他在霍斯基斯代表韋斯特布魯克青年隊上陣的賽事中被列斯聯的球探所發掘而加入了列斯聯足球學院。在學院的期間，他與其他北部球會的同年齡層球員進行比賽，其中包括韋恩·朗尼。他視出生於列斯並當上列斯聯前鋒的阿倫·史密夫為其榜樣。他相信與阿倫·史密夫一同比賽，可以使他自己度過學習的起伏階段，因為阿倫·史密夫就是通過學院而代表一隊上陣。他在學院的表現日益進步，最終他離開學校後正式成為學徒球員。然而，他的父親堅持要他每週去大學唸書一次以繼續他的學業。他認為自己從來沒有這樣興奮過，以後也不會有事情可以讓他如此興奮，並說道對於自己可以與大衛·柏堤和奧利維爾·達葛治等列斯聯的一隊球員並肩作戰，感到難以置信。

## 球員生涯

### 列斯聯
2002年11月10日，米拿在對韋斯咸的比賽結束前六分鐘時後備入替積臣·韋確斯，並以16歲零309天的年齡成為英超歷史上陣第二年輕的上場球員。同年的節禮日，他在對新特蘭的賽事中入球，這使他成為英超最年輕的入球球員。
一個月後，米拿在對車路士的賽事中再次進球，他以靈活的觸球和巧妙的控球避開了車路士後衛的阻截，經過一連串動作，他拉開一碼的空檔，並在距離球門18碼的位置射出一個弧線球，直掛網底，贏得評論的廣泛贊譽。他的整體表現，特別是其求勝欲望、信心和腳下能力，給記者們留下了深刻的印象。時任車路士領隊的在賽後評論說，他的表現更像是一個比其實際經驗更加豐富的球員。他的進步，促使人們將他與英格蘭國腳和同樣是在青年時期便有突出表現的韋恩·朗尼互相比較。BBC亦在它們的網站舉辦了关于他是否会比韋恩·朗尼較有前景的投票。隨著他代表列斯聯上陣的次數增多後，他於2003年2月10日與會方簽訂了五年合約。

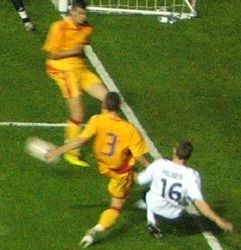
米拿在代表英格蘭U21的賽事中傳中（白衫者）

2003/04球季初，米拿被外借至英乙球會史雲頓以爭取正選上陣的機會。在加盟之前，他意識到作為一名球員，這是一次寶貴的經驗。他被外借至史雲頓期間，共出戰六場賽事，並在對彼德堡和盧頓的賽事中各入一球。
與此同時，列斯聯卻步入衰退；球會面對眾多媒體的負面報導和數名正選球員被出售。米拿說道他相信這些經驗會讓他變得堅強，並教曉他如何處理球隊的問題。列斯聯最終降班至英冠，他在球會的未來去向成疑，使熱刺、阿士東維拉和愛華頓均表示希望簽入他。最後，阿士東維拉和愛華頓都沒有出價，而熱刺的出價則被他以遠離其住處為由而遭到拒絕。另一方面，列斯聯堅持地說他不會被出售，而當時的球會主席甚至稱他為「列斯的未來」（the future of Leeds）。儘管如此，列斯聯的財政問題最終逼使會方將他以360萬英鎊的轉會費出售至紐卡素。雖然，他對於離開自己兒時便支持的球會而感到傷心，不過他希望能夠做一些對球會來說是有益的事情。2004年7月，他接受了紐卡素提供的五年合約。

### 紐卡素

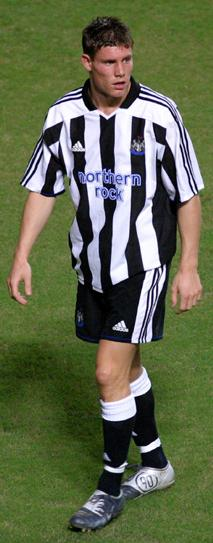
穿上紐卡素球衣的米拿。

米拿在紐卡素季前亞洲之旅首度代表球隊上場，在香港對傑志的1-1平局中取得首個入球。在旅程中，他乘機觀察隊中領袖阿倫·舒利亞如何應付球迷與傳媒的關注，獲益良多。
2004年8月18日，米拿在對米杜士堡時首次代表紐卡素出戰英超賽事。與以往在列斯聯慣常擔任的左翼不同，他出現在右翼。賽後，他表示在場上無論踢什么位置都關係不大。一個月後，他首次參加歐洲比賽，並在歐洲足協盃對以色列球會沙克尼的賽事中後備入替肖拉·艾美奧比。同月，在3-1戰勝西布朗的賽事中，他後補上陣并射入代表紐卡素的第一個正式比賽入球，他似乎即將可以正選上陣。然而，他的良師益友，時任紐卡素領隊的被解僱並由格林美·桑拿士接任，他在其麾下，在13場聯賽賽事正選上陣，但直至2005年4月為止，都沒有踢滿一場完整比賽。他該季總共上陣41場賽事並攻入1球。格林美·桑拿士並沒有要他出任紐卡素的常規球員的意思，他認為球會有他在陣便不會贏的傳言更引起爭議。他回應這一聲明時卻表現得很成熟。不過，他對於在大部分球季並沒有被當作是正選球員感到沮喪。
2005/06球季初，米拿在對ZTS杜比尼卡的圖圖盃賽事中助攻予阿倫·舒利亞攻入球隊的第3個入球。當他在下一輪對拉科魯尼亞的賽事中取得入球後，他的良好表現一直持續。儘管如此，不過由於紐卡素從阿士東維拉購買諾爾貝托·蘇蘭奴的一條連帶條款，結果促使他被外借至阿士東維拉直到該季結束。時任阿士東維拉領隊，前列斯聯領隊大衛·奧拉利對在這次與他故劍重逢表示滿意，並稱阿士東維拉是交易中較為有利的一方，同時他也希望作為球員的他變得更好。

### 阿士東維拉
2005年9月12日，米拿在對韋斯咸的比賽中，首次代表阿士東維拉出戰英超賽事，五日後，他在與熱刺的賽事中，為球隊射入首個入球，比賽以平局收場。不足一週後，阿士東維拉在聯賽盃對陣韋甘比，上半場以1-3落後，下半場他梅開二度，球隊最終以8-3的比分擊敗對手。效力期間，他對球隊保持正面的評價，認為球隊可以扭轉差劣的開季成績，並稱讚球隊的實力及氣氛。
米拿普遍被認為是維拉一個失望的球季的成功代表，他自己亦對這次借用表示滿意，並且希望能正式轉會阿士東維拉，成為球會的常規正選，但是他同時也表示，決定權不在自己手上。時任阿士東維拉領隊大衛·奧拉利在季中曾經確認希望購入他，但是機會存疑，大衛·奧拉利甚至退出對的爭奪，以保留資金收購他，在外借期滿之前，紐卡素與阿士東維拉正式開始協商他的轉會問題。
然而，紐卡素的新任領隊格伦·罗德尔較格林美·桑拿士更加肯定米拿的能力，表明希望留用他。而此時大衛·奧拉利剛好被阿士東維拉辭退，球隊亦缺乏收購資金，他轉會的機會變得微乎其微。6月，阿士東維拉拒絕以加雷斯·巴里作為收購米拿交易一部份的建議，交易的希望更加緲茫。然而，隨著阿士東維拉被美國富豪蘭迪·勒拿成功收購，以及馬田·奧尼爾成為新領隊，交易再現曙光。阿士東維拉在8月30日提出修改的收購建議，傳媒報導轉會費為400萬英鎊，紐卡素主席弗雷迪·谢泼德接納建議。他轉會阿士東維拉似乎已成定局，不料紐卡素最後仍然選擇召回他，轉會商討告吹。

### 重返紐卡素

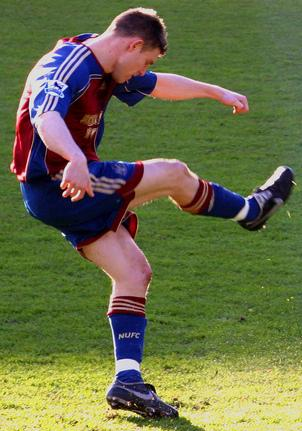
米拿主射自由球（2006/07球季）

紐卡素的球員及領隊格連·路達對米拿於2006-07球季能回歸球隊表示歡迎，並承諾在季內會給予他「足夠」的上陣機會，事實亦如此，米拿整季以正選身份為紐卡素比賽。
紐卡素在英超聯開季的成績差勁，但是在歐洲的競賽，米拿協助球隊連過兩關，晉級2006-07足協盃分組賽。稍後盛傳他將會在1月份「轉會窗」重開時被賣走，但米拿本人及格連·路達一同否認謠言。
2007年元旦，在紐卡素與曼聯賽和2-2的賽事中，米拿在25碼外的射球攻破了把守的大門，為紐卡素先開紀錄及取得當季個人首個入球。在接下來的三星期，他分別在對伯明翰城及韋斯咸的賽事中再取得兩個入球，同為離門超過20碼的遠射。球季末期，格連·路達盛讚他的進步，並且相信他是隊中操練最勤奋的球員。同時他在當季亦顯示其有能力在球場兩邊，任何位置運用右腳或左腳，作出致命的傳球或射門。他在1月與紐卡素續約，留效到2011年，同年5月當森姆·艾拿戴斯出任新領隊時，他與會方再續約4年，他接著承認對新領隊及在球隊的未來發展感到滿意。森姆·艾拿戴斯說他在球季內太熱衷於比賽，他擔心這樣會「燒傷他的精神和身體」。結果，他在球季初期主要以替補形式上陣。
其後，米拿在對托特纳姆热刺的3-1勝仗為紐卡素射入超聯主場第500個入球。而同季的第二個英超入球則是在對桑德兰的泰恩威爾打吡憑一個幸運的傳中球在遠柱溜入網窩。森姆·艾拿戴斯在季中高度讚揚他的進步。
2008年1月當上任代替森姆·艾拿戴斯成為新領隊後，米拿對此表示歡迎。其後，他因為腿部受傷而錯過了當季最後9場賽事。5月，有傳聞指他將會成為紐卡素和利物浦交易間的一部分。儘管，他在季初代表紐卡素在對高雲地利的聯賽盃賽事中取得入球，但是據悉他在賽事後向會方遞交書面通知，要求在這星期內轉會。
最終，米拿於8月29日以1,200萬英鎊成功轉投阿士東維拉，簽約四年。

### 重返阿士東維拉

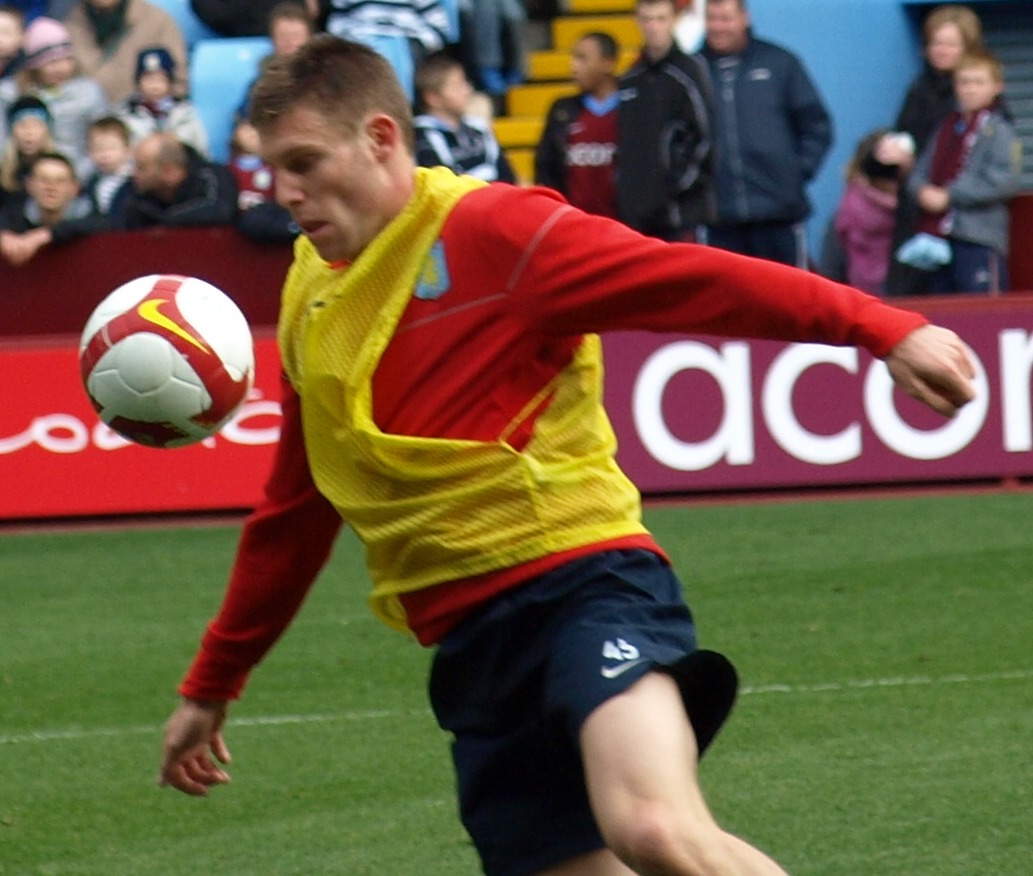
米拿在維拉公園球場操練

2008年8月31日，米拿在對利物浦的下半場時後備入替，首次正式代表阿士東維拉亮相。2009年1月4日，他在普里斯特菲爾德球場對基寧咸的足總杯的第3回合中取得他加盟以來的首球，無獨有偶當天正是他的生日，他的兩個入球協助阿士東維拉以2-0的比分擊敗對手。
1月17日，米拿在光明球場對新特蘭的賽事中接應中場艾殊利·楊格的傳送並頭鎚攻門而取得其在阿士東維拉的首個英超入球，最終阿士東維拉以2-1的比分勝出。
米拿繼續使人留下深刻印象，他在對布力般流浪的賽事中攻入第二球。其後，他在主場對愛華頓的賽事中於禁區外攻入1球自由球協助阿士東維拉追至3-1的比分，最終雙方3-3平手。他說道效力阿士東維拉是他目前生涯中最穩定的時期，年僅23歲的他已經在13位領隊和代理領隊下效力過。2010年4月25日，踢法日趨成熟的他獲選為PFA年度最佳青年球員。5月19日，他獲曼城出價2000萬英鎊希望將其買入，但遭到拒絕。7月22日，時任阿士東維拉領隊馬田·奧尼爾向天空體育新聞透露他已經表明希望離開球會加盟曼城，但是必須達至阿士東維拉所作出的估價才會將其出售。

### 曼城

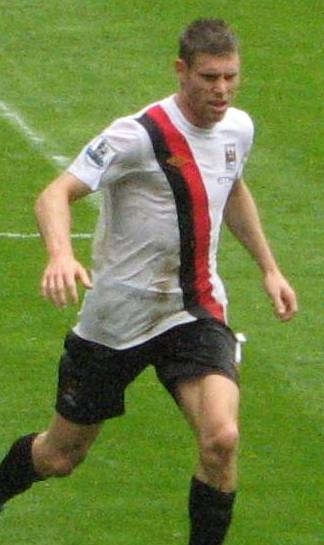
效力曼城時的米拿

2010年8月18日，曼城以2600萬轉會費加上從阿士東維拉收購了米拿。8月23日，他在以3-0的比分擊敗利物浦的賽事中處子上陣，並交出助攻予加雷斯·巴里。2011年1月9日，他在以2-2逼和李斯特城的賽事中攻入其處子入球。

### 利物浦
2015年6月4日，利物浦官方宣佈占士·米拿將於7月1日免費加盟。
2015/16球季，由於阿爾韋托·莫雷諾的發揮不佳，因此主帥高普決定讓米拿，擔任正選左閘
2016/17球季，利物浦沒有招來新左閘，並將占士米拿徹底轉型，繼續擔任正選左閘，表現尚算出色。
2018/19球季，米拿協助利物浦奪得第6個歐冠冠軍。
2019-20球季，米拿協助利物浦去季歐聯冠軍身分在歐洲超級盃面對去季歐霸盃冠軍車路士，取得今季首個錦標。
利物浦本季亦以歐洲冠軍的身份，獲得的參賽資格，並由於賽事賽制的關係直入四強。四強階段，利物浦以2-1淘汰中北美洲及加勒比海代表、墨超的蒙特雷進入決賽。其後，在決賽憑費明奴的入球，加時以1-0擊敗南美洲代表、巴甲的，奪得2019年的世冠盃。
2020年3月中旬英超因為新冠肺炎疫情暫停比賽三個多月，聯賽於6月中旬重開後利物浦先在第30輪聯賽作客賽和同市宿敵愛華頓0-0，接著在6月24日第31輪聯賽主場以4-0擊潰水晶宮。翌日，排聯賽榜第二位的曼城於第31輪聯賽以1-2不敵車路士，令在聯賽榜落後利物浦23分的曼城已無法超越利物浦，利物浦籍此奪得球隊史上首座英超冠軍，也是时隔30年再夺英格兰顶级联赛冠军，提早七輪亦是英超歷史上最快奪冠紀錄。最終利物浦取得英超歷來第二最高得分的99分完成本季聯賽。
米拿本賽季為利物浦，取得歐洲超級盃、英格蘭頂級聯賽冠軍。

## 國際比賽生涯

### U21
占士米拿曾代表愛爾蘭U14、英格蘭U15和U17。在2002年全國夏季賽中，英格蘭U17隊對手分別是意大利、捷克和巴西，他則在對巴西隊的賽事中取得入球而幫助英格蘭U17隊贏得了冠軍。其後，他代表英格蘭U20出戰2003年世界青年足球錦標賽。
其後，時任英格蘭U21領隊徵召他入伍，並在2004年3月30日對瑞典U21的賽事中首次代表英格蘭U21上陣。2004/05球季，他在2007年歐洲U21足球錦標賽的資格賽對威爾士U21的賽事中，攻入他在U21的首球。這場球賽中，他以正中場身份出戰，他亦交出一個助攻予，英格蘭U21最終以2-0的比分勝出。其後，他代表英格蘭U21隊在對瑞士U21的賽事中射入奠定勝局的一球，最終以3-2的比分擊敗對手並使球隊取得2007年歐洲U-21足球錦標賽外圍賽附加賽的資格。2007年夏季，他代表英格蘭U21隊出戰在荷蘭舉行的2007年歐洲U-21足球錦標賽決賽週並在英格蘭的全部4場比賽上陣，他在對主辦國荷蘭U21的準決賽時領到一面黃牌，即使英格蘭U21隊能晉級決賽，他本人亦需停賽，這場準決賽經加時後雙方仍然1-1平手，需要以互射十二碼決勝，經過16輪互射，作為英格蘭U21隊第一「劊子手」的他兩輪都成功射入，但最終球隊以12-13被淘汰。他在競賽中的表現令到有謠傳他將會在英格蘭對德國的友誼賽獲得首次提升為大國腳，但最終他並未有獲得徵召。同日，他只能代表英格蘭U21隊在對羅馬尼亞U21的友誼賽上陣，雙方最終1-1打成平手。一個月之後，他在對黑山U21賽事中開出的角球協助先開紀錄，他則同時以30場打破英格蘭U21隊的最多次數代表次數。根據過往的紀錄，在英格蘭U21隊代表次數越多，當提升到大國腳時往往不能成為常規正選，有人懷疑他是否可以成功過度。10月時，他在對愛爾蘭U21射入球隊的第三球及個人在英格蘭U21隊的第三球，協助球隊以3-0的比分戰勝對手。
2009年6月1日，米拿被選入英格蘭U21在瑞典舉行的2009年歐洲U-21足球錦標賽決賽週最後23人大軍名單之一。他在首場對芬蘭U21的賽事中，交出助攻予邁卡·理查德茲攻入奠勝球，協助球隊以2-1的比分勝出。時任英格蘭U21領隊史超活·皮雅斯於賽後說道：「現代的邊後衛可以在場內上下走動，而我知道他會適應這種風格。」。
6月18日，在第二場對西班牙U21的賽事中，米拿在上半場於禁區內被侵犯而獲得十二碼，由米拿親自主罰，卻被西班牙門將沙治奧·阿辛祖救出；他下半場將功補過，接應的底線傳中射入，協助球隊以2-0的比分擊敗對手並取得準決賽席位。6月26日，在對主辦國瑞典U21的準決賽賽事中，開賽1分鐘，接應他開出的角球頭球建功，使英格蘭隊取得領先。其後另一次同樣由他開出的角球，則使瑞典球員馬蒂亞斯·巴查斯馬攻入烏龍球，然而雙方加時後仍然3-3平手，需以互射十二碼定勝負，英格蘭U21隊兩年前同樣在準決賽與當屆主辨國荷蘭U21互射十二碼，以12-13出局，時任英格蘭U21領隊史超活·皮雅斯表示球隊曾經苦練十二碼，由球隊首席十二碼射手及上屆兩輪皆入的他主射首球，卻因滑腳而射失，但是對方首席射手兼在本場賽事梅開二度的同告射失，最終英格蘭U21隊以5-4勝出晉級決賽，是25年以來的首次。英格蘭隊最終在決賽以0-4的比分不敵德國U21，他賽後稱球隊受到了「傷害」，在這階段痛失冠軍是由於隊伍表現「不夠好。這場決賽是他最後一次代表英格蘭U21上陣的賽事。

### 國家隊
2009年2月，米拿獲時任英格蘭領隊首次徵召加入英格蘭友賽西班牙的球員名單。
2009年8月12日，米拿在作客對荷蘭的友賽賽事進行至68分鐘時入替阿士東維拉隊友艾殊利·楊格而首次代表英格蘭隊上陣，並於77分鐘時壓過敵方後衛，再左邊底線傳中助攻給謝美·迪科爾射入扳平2-2。其後，他在對荷蘭的賽事中再次助攻給謝美·迪科爾，但後者頭鎚中楣，這場賽事雙方最終以2-2的比分打成平手。其後，他代表英格蘭隊上陣了兩次，分別是對斯洛文尼亞的友賽賽事及對克羅地亞的世界盃外圍賽賽事，他在球賽結束前9分鐘入替上陣，這是他首次在競賽比賽代表英格蘭隊上陣，英格蘭隊最終以5-1的比分擊敗對手，並取得了2010年世界盃的席位。
2010年11月17日，英格蘭隊主場友賽法國，隊長里奧·費迪南德下半場休息，將臂章交給，但他於85分鐘因傷離場，米拿在賽事餘下的時間擔任隊長。

## 踢球風格
米拿被視為一位頑強的足球員。因此，他在球隊的主要作用在中場創造得分機會，並負責截下對方後衛的球，可以說，他是一名傳統的英式翼鋒，他雖然進球不多，但在助攻方面表現出色。他的前隊友諾爾貝托·蘇蘭奴說，他的能力使他成為球隊中重要的球員。轉會至紐卡素後，米拿仍多出任翼鋒。
米拿亦具備準確傳送和遠射的能力。因此，他由於需要主射死球而經常去前場，也常常是開角球和自由球的人選。對於他的傳中能力有所爭議，有些體育評述員對此提出批評，其他的記者則說他可以作出準確的傳中。
米拿在紐卡素期間，會方的網頁曾將他形容為「一位擅於閱讀球賽的人」（a good reader of the game）。他的一項受評論員讚揚的本領是米拿認識他周圍的球員。這種意識讓他從不同距離的位置把球傳給隊友，使前鋒移動，以及使後衛有信心。他的意識和意願在同年齡層的球員中算是成熟的。
米拿表示願意竭盡所能發揮，並認為韋恩·朗尼轉投曼聯和作為一名成功球員在他的生涯裡有很大壓力，他評論道：「我能夠集中於足球並忽略其他一切。」在他的職業生涯中，他目前得到了15張黃牌，然而他卻從來沒有被罰下場。
雖然米拿一直擔任翼鋒，但時任阿士東維拉領隊馬田·奧尼爾在2009年11月稱他的多用途性或許會讓他於職業生涯內的某階段成為中場中，他在阿士東維拉曾以數個不同位置的身份上陣，其中包括兩翼、中場中和甚至是右閘 。2009年冬天，隨著新加盟的史超活·達寧傷癒復出後，馬田·奧尼爾將他移任中場中，史超活·達寧則出任左翼。他、與艾殊利·楊格所組成的新中場線的表現均受到隊友的讚揚。

## 榮譽

### 球會
紐卡素
- 圖圖盃冠軍 : 2006

阿士東維拉
- 聯賽盃亞軍：2009-10

曼城
- 英超冠軍 : 2011-12、2013-14
- 英格蘭足總盃冠軍 : 2010-11
- 英格蘭聯賽盃冠軍 : 2013-14
- 英格蘭社區盾冠軍 : 2012[103]

利物浦
- 英超冠軍 : 2019-20
- 英格蘭聯賽盃冠軍 : 2021-22
- 英格蘭足總盃冠軍 : 2021-22
- 英格兰社区盾冠軍 : 2022[104]
- 歐冠冠軍 : 2018-19
- 歐洲超級盃冠軍 : 2019
- 世俱杯冠軍 : 2019

### 國際賽
英格蘭國家隊
- 歐洲U-21足球錦標賽亞軍：2009

### 個人
- PFA年度最佳青年球員：2010
- PFA年度英超最佳陣容：2009-10

## 生涯數據

### 俱樂部
最後更新：2022年7月24日
| 俱樂部             | 賽季     | 聯賽     | 聯賽 | 聯賽 | 英格蘭足總盃 | 英格蘭足總盃 | 英格蘭聯賽盃 | 英格蘭聯賽盃 | 歐洲賽 | 歐洲賽 | 其他 | 其他 | 總計 | 總計 |
| 俱樂部             | 賽季     | 層級     | 出賽 | 進球 | 出賽         | 進球         | 出賽         | 進球         | 出賽   | 進球   | 出賽 | 進球 | 出賽 | 進球 |
| ------------------ | -------- | -------- | ---- | ---- | ------------ | ------------ | ------------ | ------------ | ------ | ------ | ---- | ---- | ---- | ---- |
| 列斯聯             | 2002-03  | 英超     | 18   | 2    | 4            | 0            | 0            | 0            | 0      | 0      | —    | —    | 22   | 2    |
| 列斯聯             | 2003-04  | 英超     | 30   | 3    | 1            | 0            | 1            | 0            | —      | —      | —    | —    | 32   | 3    |
| 列斯聯             | 總計     | 總計     | 48   | 5    | 5            | 0            | 1            | 0            | 0      | 0      | 0    | 0    | 54   | 5    |
| 史雲頓（租借）     | 2003-04  | 英乙     | 6    | 2    | —            | —            | —            | —            | —      | —      | —    | —    | 6    | 2    |
| 紐卡素             | 2004-05  | 英超     | 25   | 1    | 4            | 0            | 1            | 0            | 11     | 0      | —    | —    | 41   | 1    |
| 紐卡素             | 2005-06  | 英超     | 3    | 0    | —            | —            | —            | —            | 4      | 2      | —    | —    | 7    | 2    |
| 紐卡素             | 2006-07  | 英超     | 35   | 3    | 2            | 1            | 3            | 0            | 13     | 0      | —    | —    | 53   | 4    |
| 紐卡素             | 2007-08  | 英超     | 29   | 2    | 2            | 1            | 1            | 0            | —      | —      | —    | —    | 32   | 3    |
| 紐卡素             | 2008-09  | 英超     | 2    | 0    | —            | —            | 1            | 1            | —      | —      | —    | —    | 3    | 1    |
| 紐卡素             | 總計     | 總計     | 94   | 6    | 8            | 2            | 6            | 1            | 28     | 2      | 0    | 0    | 136  | 11   |
| 阿斯顿维拉（租借） | 2005-06  | 英超     | 27   | 1    | 3            | 0            | 3            | 2            | —      | —      | —    | —    | 33   | 3    |
| 阿斯顿维拉         | 2008-09  | 英超     | 36   | 3    | 3            | 3            | —            | —            | 4      | 0      | —    | —    | 43   | 6    |
| 阿斯顿维拉         | 2009-10  | 英超     | 36   | 7    | 5            | 0            | 6            | 4            | 2      | 1      | —    | —    | 49   | 12   |
| 阿斯顿维拉         | 2010-11  | 英超     | 1    | 1    | —            | —            | —            | —            | —      | —      | —    | —    | 1    | 1    |
| 阿斯顿维拉         | 總計     | 總計     | 100  | 12   | 11           | 3            | 9            | 6            | 6      | 1      | 0    | 0    | 126  | 22   |
| 曼城               | 2010-11  | 英超     | 32   | 0    | 3            | 1            | 1            | 0            | 5      | 0      | —    | —    | 41   | 1    |
| 曼城               | 2011-12  | 英超     | 26   | 3    | 1            | 0            | 3            | 0            | 6      | 0      | 1    | 0    | 37   | 3    |
| 曼城               | 2012-13  | 英超     | 26   | 4    | 6            | 0            | 1            | 0            | 2      | 0      | 1    | 0    | 36   | 4    |
| 曼城               | 2013-14  | 英超     | 31   | 1    | 4            | 0            | 3            | 0            | 6      | 1      | —    | —    | 44   | 2    |
| 曼城               | 2014-15  | 英超     | 32   | 5    | 2            | 2            | 2            | 0            | 8      | 1      | 1    | 0    | 45   | 8    |
| 曼城               | 總計     | 總計     | 147  | 13   | 16           | 3            | 10           | 0            | 27     | 2      | 3    | 0    | 203  | 18   |
| 利物浦             | 2015-16  | 英超     | 28   | 5    | 1            | 0            | 4            | 0            | 12     | 2      | —    | —    | 45   | 7    |
| 利物浦             | 2016-17  | 英超     | 36   | 7    | 0            | 0            | 4            | 0            | —      | —      | —    | —    | 40   | 7    |
| 利物浦             | 2017-18  | 英超     | 32   | 0    | 2            | 1            | 0            | 0            | 13     | 0      | —    | —    | 47   | 1    |
| 利物浦             | 2018-19  | 英超     | 31   | 5    | 1            | 0            | 1            | 0            | 12     | 2      | —    | —    | 45   | 7    |
| 利物浦             | 2019-20  | 英超     | 22   | 2    | 2            | 0            | 2            | 2            | 8      | 0      | 3    | 0    | 37   | 4    |
| 利物浦             | 2020-21  | 英超     | 26   | 0    | 2            | 0            | 1            | 0            | 6      | 0      | 1    | 0    | 36   | 0    |
| 利物浦             | 2021-22  | 英超     | 24   | 0    | 3            | 0            | 4            | 0            | 8      | 0      | —    | —    | 39   | 0    |
| 利物浦             | 總計     | 總計     | 199  | 19   | 11           | 1            | 16           | 2            | 59     | 4      | 4    | 0    | 289  | 26   |
| 生涯總計           | 生涯總計 | 生涯總計 | 594  | 57   | 51           | 9            | 42           | 9            | 120    | 9      | 7    | 0    | 814  | 84   |

1. 1 2 3  在歐足總歐洲聯賽出賽
2. 1 2 3 4 5 6 7 8  在歐洲冠軍聯賽出賽

## 個人生活
在孩童時期，米拿在足球、板球和長跑上的天份即已獲得肯定並代表就讀的學校參加這些運動項目，他效力的約克郡學校木球隊（Yorkshire Schools cricket team）是他學校連續三年的跨郡冠軍，他亦連續兩年贏得區內的100米短跑冠軍。然後，他在波士頓斯帕學校畢業。他在他的學校中被描述為「一流」（first class）的學生，他求學期間共取得了11張普通中等教育證書，另外由於在體育方面的優秀表現，他也獲頒一個獎項。
年幼時，米拿已經是職業足球會列斯聯的球迷。他與列斯聯有關的最早記憶是觀看他們在1993年贏得足總青年杯的賽事。他成為球童後，他和他的父母彼得和妮斯莉都成為了列斯聯的季票持有者。

## 外部連結
- （简体中文）Soccerway資料庫：詹姆斯·米尔纳
- （英文）足球数据库：詹姆斯·米尔纳的球员统计数据
- （英文）BBC米拿資料 （页面存档备份，存于）
- （英文）天空體育 米拿資料 （页面存档备份，存于）
- （英文）英格蘭足總 米拿資料 （页面存档备份，存于）